# 十字锁喉手
《十字锁喉手》（英語：Shaolin Handlock）是1978年上映的一部香港電影，由何梦华执导，倪匡编剧，姜大卫等領銜主演。该电影主演讲述两兄弟为父报仇的故事。

## 劇情簡介
有一对儿兄弟的父亲因为其朋友喜欢上了他的妻子，于是他的朋友便将他杀死，并且他的两个孩子也因此分别。
多年后，他的两个儿子因为一些方式相认，并在之后一起替父报仇。

## 演员
- 姜大卫
- 罗烈
- 陈萍
- 詹森
- 陈惠敏
- 西瓜刨
- 袁日初
- 惠天赐
- 叶灵芝
- 惠英红

## 備註
1. ↑  . 2002.
2. ↑  张骏祥, 程季华. . 1995.
3. ↑  . 2007年.
4. ↑  梁良. . 1984年.

## 相關連結
- 互联网电影数据库（IMDb）上《十字锁喉手》的资料（英文）
- 豆瓣电影上《十字锁喉手》的資料 （简体中文）
- 香港影庫上《十字锁喉手》的資料（繁體中文）
- 爛番茄上《十字锁喉手》的資料（英文）